# Обыденнов, Михаил Фёдорович
Обыденнов Михаил Федорович — советский и российский археолог. Доктор исторических наук (1992), профессор (1993).

## Биография
Михаил Федорович Обыденнов родился 21 ноября 1949 года в городе Уфе в семье рабочего. Окончил городскую среднюю школу № 19. Служил в армии, там же вступил в ряды КПСС . В 1970 году поступил на исторический факультет Башкирского государственного университета. Во время учебы в университете М. Обыденнов ежегодно участвует в археологических экспедициях БашГУ, Института археологии АН СССР, Куйбышевского и Московского государственных университетов, в экспедиции отправлялись выдающиеся советские археологи О. Н. Бадер, Г. А. Федоров-Давыдов, Г. И. Матвеева под руководством И. Б. Васильева. Молодой ученый заинтересовался результатами раскопок античного периода Южного Урала и начал исследования по теме черкаскульская, межовская культуры. Эту тему он вел в течение многих лет до создания докторской диссертации.
В 1975 году после окончания университета М. Ф. Обыденнов был оставлен там преподавать. Работал в должности ассистента на кафедре истории СССР.
В 1981 году без обучения в аспирантуре защитил кандидатскую диссертацию на тему: «Культура населения Южного Урала в конце бронзового века» в специализированном совете при Институте археологии Академии наук СССР М.Ф Косарева.
В 1982 году М. Ф. Обыденнов был избран доцентом по кафедре археологии, древней и средневековой истории БашГУ. Им были разработаны и много лет читались курсы по истории первобытного общества, Южный Урал в позднем бронзовом веке, История археологического изучения бронзового века Урала, Древняя история Урала.
С 2000 по 2006 годах заведовал кафедрой государственного управления и регионоведения, с 1993 проректор и заведующий кафедрой истории государства и права юридического факультета Восточного института экономики, гуманитарных наук, управления и права (Уфа). С 1998 года был директором Юридического колледжа (Уфа) и одновременно профессором кафедры отечественной истории БашГУ.
Его научные исследования посвящены бронзовому веку, межовской культуре, формированию и расселению финно-угорских племён на Южном Урале, духовной культуре, изобразительному искусству древнего населения Урало‑Прикамского региона.
Изучил несколько археологических памятников, в том числе Иштуганский Курган, Касьяновский могильник.
Участвовал в работах по спасению памятников археологии в зонах затопления и строительства Иштугановского водохранилища, Нижнекамской ГЭС, Башкирской атомной электростанции.
Автор более 400 научных трудов. Он опубликовал более 250 научных монографий и статей; составлено 44 научных отчета по раскопкам археологических памятников, им подготовлено 5 кандидатов наук.

## Основные публикации
- Образ человека в древнем искусстве (по материалам Урала и Поволжья). Казань, 2003;
- Историко — культурное наследие народов Башкортостана-объект археологии: вопросы сохранения и использования. Уфа, 2007;
- История культуры и искусства древних и средневековых народов Среднего Поволжья и Урала. Казань, 2014 (соавт.)[2].